# Кухтіно (Каракулинський район)
Ку́хтіно (рос. Кухтино, удм. Кухтино) — присілок у складі Каракулинського району Удмуртії, Росія.
Населення — 96 осіб (2010; 131 у 2002).
Національний склад:
- росіяни — 91 %